# 峨眉吊石苣苔
峨眉吊石苣苔（学名：Lysionotus omeiensis）为苦苣苔科吊石苣苔属下的一个种。

## 扩展阅读
- 維基物種上的相關：峨眉吊石苣苔